# Ігор Галагіда
проф. І́гор Галагі́да (пол. Igor Hałagida; нар. 26 липня 1971, Ґолдап, Польща) — польський історик українського походження, у 2001–2018 науковий працівник польського Інституту національної пам'яті в Гданську, від 2004 працівник історичного факультету Гданського університету.  

## Життєпис
Закінчив IV загальноосвітній ліцей з українською мовою навчання в місті Легниця. Вищу освіту здобув на історичному відділенні Гданського університету в 1996 році, де також отримав ступінь доктора гуманітарних наук (2000) та габілітованого доктора (2009).  24 червня 2015 з рук президента Польщі Броніслава Коморовського одержав звання професора.
У Його доробок переважно присвячений українській меншині у Польщі і польсько-українським відносинам.
Діяч Об'єднання українців у Польщі.
25 вересня 2008 року відзначений нагородою «Memoria iustorum» за внесок у розвиток польсько-українського діалогу. 16 червня 2015 року нагороджений Золотим Хрестом Заслуги.

## Вибрані публікації
- Igor Hałagida (red.), W starej i nowej ojczyźnie. Mniejszości narodowe w Gdańsku po II wojnie światowej, Gdańsk 1997.
- Drozd R., Igor Hałagida, Ukraińcy w Polsce 1944—1989. Walka o tożsamość (Dokumenty i materiały), Warszawa 1999.
- Igor Hałagida, Ukraińcy na Zachodnich i północnych ziemiach Polskich 1947—1957, Warszawa 2002 (rozprawa doktorska).
- Igor Hałagida (red.), System represji stalinowskich w Polsce 1944—1956. Represje w marynarce wojennej, Gdańsk 2005.
- Igor Hałagida, Prowokacja «Zenona». Geneza, przebieg i skutki operacji MBP o kryptonimie «C-1» przeciwko banderowskiej frakcji OUN i wywiadowi brytyjskiemu (1950—1954 [Архівовано 25 квітня 2016 у Wayback Machine.]), Warszawa 2005.
- Igor Hałagida, «Szpieg Watykanu». Kapłan greckokatolicki ks. Bazyli Hrynyk (1896—1977), Warszawa 2008.
- Igor Hałagida, NSZZ «Solidarność» Regionu Słupskiego (19801990). t. 1: szkice do monografii, Gdańsk 2010.
- Igor Hałagida, Odnowienie duszpasterstwa greckokatolickiego w Polsce 1956—1957. Dokumenty, Warszawa 2011 («Bazyliańskie Studia Historyczne», t. 1).
- Igor Hałagida (red.), «Trzynastego grudnia roku pamiętnego…». Internowani w stanie wojennym z powodów politycznych z województw bydgoskiego, elbląskiego, gdańskiego, słupskiego, toruńskiego i włocławskiego, Bydgoszcz-Gdańsk 2011.
- Igor Hałagida, NSZZ «Solidarność» Regionu Słupskiego (1980—1990). t. 2: dokumenty Komitetu Wojewódzkiego PZPR i Służby Bezpieczeństwa, Gdańsk 2011.
- Igor Hałagida (red.), Szkice z dziejów NSZZ «Solidarność» na Pomorzu Nadwiślańskim i Kujawach (1980—1990), Bydgoszcz-Gdańsk 2012.
- Igor Hałagida, Działania komunistycznych organów bezpieczeństwa przeciwko duchowieństwu greckokatolickiemu w Polsce (1944—1956). Dokumenty, Warszawa 2012 («Bazyliańskie Studia Historyczne», t. 2).
- Igor Hałagida, Między Moskwą, Warszawą i Watykanem. Dzieje Kościoła greckokatolickiego w Polsce w latach 1944—1970, Warszawa 2013.
- Ігор Галагіда, "І вас переслідувати будуть...". Штрихи до історії репресій проти Української Греко-Католицької Церкви в Польщі у 1944-1957 рр., Львів 2017.
- Ігор Галагіда, Мирослав Іваник, Українські жертви Холмщини та південного Підляшшя у 1939–1944 рр. (Люблинський Дистрикт Генеральної Губернії), Львів 2021.
- Ігор Галагіда, Мирослав Іваник, Погром. Грубещівщина весна 1944 р., Львів 2025.